# Бешеер Ель-Табей
Бешеер Ель-Табей (араб. بشير التابعي; нар. 24 лютого 1976, Дум'ят, Єгипет) — єгипетський футболіст, захисник. Відомий своїми потужними антропометричними даними та потужними ударами зі штрафного.

## Клубна кар'єра
Футболом розпочав займатися в «Дум'яті». Потім перейшов у каїрський «Замалек». У 1996 році дебютував у складі клубу в Прем'єр-лізі Єгипту. У своєму дебютному сезоні в «Замалеку» виграв Лігу чемпіонів. У 1997 році виграв Суперкубок Африки та Афро-Азійський кубок. У 1999 році виграв кубок Єгипту, а в 2000 року — Кубок володарів кубків КАФ. У 2001 році виграв свій перший національний чемпіонат у кар'єрі. У 2002 році у складі «Замалека» виграв Лігу чемпіонів (0:0, 1:0 у фіналі проти «Раджа» (Касабланка)), а також виграв Кубок Єгипту та Суперкубок Африки. У свою чергу, у 2003 та 2004 роках двічі поспіль виграв національний чемпіонат.
Влітку 2004 року Ель-Табей переїхав до турецького «Чайкур Різеспор». У турецькій Суперлізі дебютував 6 серпня 2004 року в нічийному (2:2) домашньому поєдинку проти «Фенербахче». У «Різеспорі» виступав протягом трьох років.
У 2007 році Ель-Табей повернувся в «Замалек», а в 2008 році разом з клубом виграв кубок Єгипту. У сезоні 2008/09 років перебував у заявці «Бурсаспора», але не зіграв у складі клубу жодного офіційного матчу. У 2009 році став гравцем «Ель-Мансура», а наступного року перейшов до «Смухи». Футбольну кар'єру завершив 2012 року у футболці «Ель-Ґеїша».
| Сезон   | Клуб              | Країна    | Змагання            | Матчі | Голи |
| ------- | ----------------- | --------- | ------------------- | ----- | ---- |
| 1996/97 | «Замалек»         | Єгипет    | Прем'єр-ліга Єгипту | ?     | ?    |
| 1997/98 | «Замалек»         | Єгипет    | Прем'єр-ліга Єгипту | 14    | 0    |
| 1998/99 | «Замалек»         | Єгипет    | Прем'єр-ліга Єгипту | 22    | 0    |
| 1999/00 | «Замалек»         | Єгипет    | Прем'єр-ліга Єгипту | 21    | 3    |
| 2000/01 | «Замалек»         | Єгипет    | Прем'єр-ліга Єгипту | 19    | 0    |
| 2001/02 | «Замалек»         | Єгипет    | Прем'єр-ліга Єгипту | 21    | 0    |
| 2002/03 | «Замалек»         | Єгипет    | Прем'єр-ліга Єгипту | 20    | 1    |
| 2003/04 | «Замалек»         | Єгипет    | Прем'єр-ліга Єгипту | 22    | 4    |
| 2004/05 | «Чайкур Різеспор» | Туреччина | Суперліга Туреччини | 29    | 0    |
| 2005/06 | «Чайкур Різеспор» | Туреччина | Суперліга Туреччини | 30    | 0    |
| 2006/07 | «Чайкур Різеспор» | Туреччина | Суперліга Туреччини | 30    | 0    |
| 2007/08 | «Замалек»         | Єгипет    | Прем'єр-ліга Єгипту | 21    | 1    |
| 2008/09 | «Бурсаспор»       | Туреччина | Суперліга Туреччини | 0     | 0    |
| 2009/10 | «Ель-Мансура»     | Єгипет    | Прем'єр-ліга Єгипту | 11    | 0    |
| 2010/11 | «Смуха»           | Єгипет    | Прем'єр-ліга Єгипту | 27    | 0    |
| 2011/12 | «Ель-Ґеїш»        | Єгипет    | Прем'єр-ліга Єгипту | 13    | 0    |

## Кар'єра в збірній
У футболці національної збірної Єгипту Бешеер дебютував 25 вересня 1998 року в нічийному (2:2) поєдинку проти Естонії. У 2004 році зіграв три матчі на кубку африканських націй 2004 року: з Зімбабве (2:1), з Алжиром (1:2), з Камеруном (0:0). З 1998 по 2005 рік зіграв 38 матчів за збірну, у футболці якого відзначився 2 голами.

## Досягнення
«Замалек»
- Прем'єр-ліга Єгипту
  -  Чемпіон (3): 2000/01, 2002/03, 2003/04

- Кубок Єгипту
  -  Володар (3): 1999/00, 2000/01, 2007/08

- Суперкубок Єгипту
  -  Володар (2): 2001, 2002

- Кубок володарів кубків КАФ
  -  Володар (1): 2000

- Ліга чемпіонів АФК
  -  Володар (1): 2002

- Суперкубок АФК
  -  Володар (1): 2003

- Афро-Азійський кубок
  -  Володар (1): 1997

- Кубок Арабських чемпіонів
  -  Володар (1): 2003

- Египетсько-Судійський кубок
  -  Володар (1): 2003

### Індивідуальні
- Найкращий гравець Кубку арабських чемпіонів (2003)
- Найкращий захисник Єгипту (2002)